# Marième Boye
Pour les articles homonymes, voir Boye.
Marième Boye, née le 7 octobre 1956, est une athlète sénégalaise.

## Carrière
Marième Boye remporte la médaille d'argent du 400 mètres et la médaille de bronze  du relais 4 × 100 mètres aux Championnats d'Afrique de 1979 à Dakar, et la médaille d'argent du 200 mètres ainsi que la médaille de bronze du 400 mètres et la médaille de bronze du relais 4 x 100 mètres aux Championnats d'Afrique de 1982 au Caire. 
Elle participe au 100 mètres et au 400 mètres aux Jeux olympiques d'été de 1980 à Moscou ; elle est éliminée en séries dans ces deux épreuves.
Elle est championne du Sénégal du 400 mètres en 1982.